# Irineu Colombo

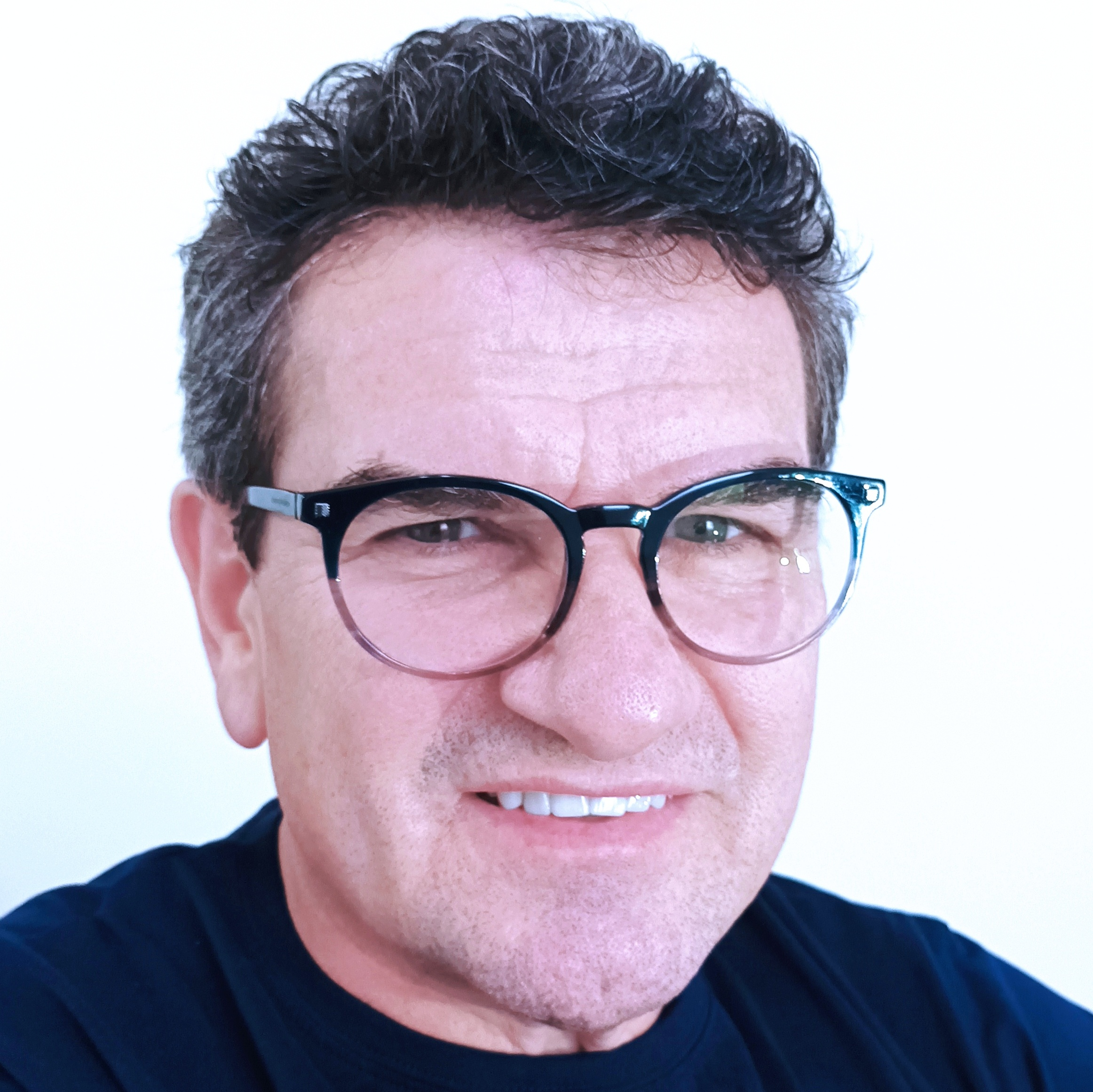
Prof. Colombo

Irineu Mario Colombo (Medianeira, 22 de janeiro de 1964) é um professor, historiador e político brasileiro. Foi vereador, deputado estadual, deputado federal e reitor do Instituto Federal do Paraná (IFPR).

## Biografia
Filho de Geraldo Colombo e de Ulda Colombo, formou-se no Ensino Médio em Técnico em Eletrônica e Habilitação para o Magistério; ingressou no curso de História da Faculdade de Filosofia Ciências e Letras de Palmas em 1983, concluindo em 1986. Passou a atuar como professor de história do ensino médio na rede estadual do Paraná, como também foi assistente de administração no Centro Federal de Educação Tecnológica do Paraná (Cefet), em Medianeira, de 1988 a 1992.
Em 1991, tornou-se professor efetivo no Cefet e em 1993 concluiu a especialização em história econômica na Fundação Comunitária Educacional e Cultural Patrocínio (Funcep). Entre 2000 a 2002, realizou o mestrado em história e historiografia da educação na Universidade Federal do Paraná (UFPR) e realizou o Doutorado em História na Universidade de Brasília (UnB), entre 2003 e 2007. É pós-doutor em Educação (UFPR - 2016).
Iniciou sua carreira política filiando-se ao Partido dos Trabalhadores (PT) em 1988. Nas eleições de outubro de 1988 candidatou-se a vereador em Medianeira, ficando na primeira suplência. Nas eleições de outubro de 1992 candidatou-se novamente como vereador, sendo eleito como o mais votado no município.
Nas eleições de outubro de 1994, elegeu-se deputado estadual e tomou posse na Assembleia Legislativa em fevereiro de 1995, sendo reeleito em outubro de 1998·   Como Deputado Estadual criou a Lei do Sistema Estadual de Ensino e a obrigatoriedade do transporte escolar gratuito.
Nas eleições de outubro de 2002, foi eleito deputado federal pelo Paraná. Foi relator do PROUNI e da criação da UTFPR (Universidade Tecnológica Federal do Paraná), a segunda universidade federal do Estado. Já nas eleições de outubro de 2006, não conseguiu ser reeleito e após o término da legislatura, em janeiro de 2007, ocupou diversos cargos no Ministério da Educação (MEC).
Em 2008, como Diretor-Geral implantou o Câmpus Foz do Iguaçu do Instituto Federal do Paraná (IFPR), começando nos espaços cedidos pelo Parque Tecnológico de Itaipu (PTI). Para esta novo espaço educacional, o escritor José Saramago criou e enviou ao professor Colombo uma frase, a pedido, que representava a união entre o humanismo e a tecnologia na nascente instituição: "Trabalhar com as mão ensina muito". Em 2010, foi reitor do IFAL (Instituto Federal de Alagoas) e também foi Presidente da Comissão Especial de Reconstrução das Escolas Estaduais e Municipais de Alagoas, pelas enchentes do final de 2010.
Recebeu a Medalha Nilo Peçanha por sua dedicação à causa da Educação Profissional no Brasil (Portaria MEC nº 218/2010), medalha esta, que somente um paranaense tinha recebido até então: Éden Januário. 
Em março de 2011, venceu as eleições para reitor do IFPR para o triênio 2011-2014 e em novembro de 2011, logo depois de tomar posse, solicitou investigação na Diretoria de Educação a Distância (EaD/IFPR), através do Ofício 2009/2011, que deu origem a Operação Sinapse. Foi afastado e inocentado depois pelo MPF e pela justiça. O jornal Plural em 2019 publicou: “Como Moro acabou com carreira de reitor sem provas de corrupção”.
Como reitor do IFPR foi responsável pela expansão com 11 novos câmpus. Em 2013 o IFPR teve o maior investimento orçamentário da sua história, criando o Câmpus Pinhais e também viabilizou a instalação do Câmpus Curitiba.
Foi avaliador do INPE e SETEC (Cursos Superiores e Técnicos)  e avaliador para Recredenciamento de Universidades do Estado do Paraná.
Em 2021 aposentou-se como professor, recebendo homenagens de seus colegas.
Participou, no final de 2022, da Equipe de Transição do Governo Lula, no Grupo Técnico de Educação (Port. 66, 1º dez. 2022).

## Publicações, prêmios e homenagens

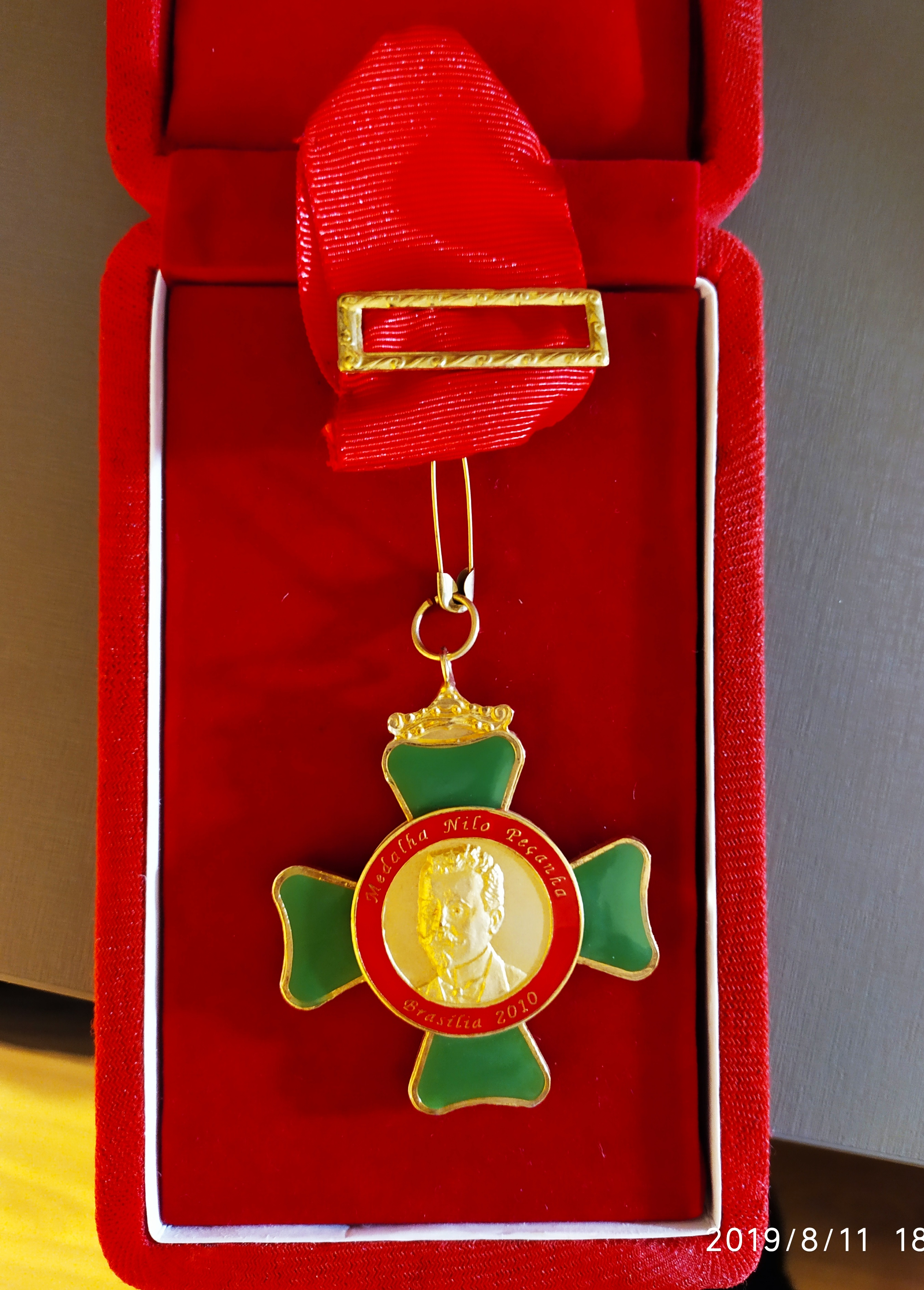
Medalha Nilo Peçanha, concedida em 2010.

- Medalha Nilo Peçanha[10]: condecoração dada pelo Ministério da Educação pelos relevantes serviços em prol da Educação Profissional e Tecnológica[11].
- Título de Cidadão Honorário de Quedas do Iguaçu.[12]